# Ахмадабад (Гилгит-Балтистан)
Ахмадабад (англ. Ahmadabad, урду احمد آباد‎) — деревня на севере Пакистана, в составе территории Гилгит-Балтистан. Является частью округа Астор.

## География
Деревня находится в южной части Гилгит-Балтистана, в левобережной части долины реки Астор, к западу от города Горикот, на расстоянии приблизительно 79 километров к юго-востоку от Гилгита, административного центра территории.
Абсолютная высота — 2630 метров над уровнем моря.

## Климат
Климатические условия деревни характеризуются как климат холодных пустынь (BWk в классификации климатов Кёппена). Среднегодовое количество атмосферных осадков — 126 мм. Средние показатели температуры воздуха варьируются от −3,6 °C (в январе), до 23,1 °C (в июле).

## Транспорт
Ближайший аэропорт расположен в городе Скарду.